# Battle in Me
«Battle in Me» es una canción y sencillo de la banda de rock alternativo Garbage, proveniente de su quinto álbum de estudio titulado Not Your Kind of People (2010). Fue publicado como el principal sencillo en el Reino Unido para promocionar el álbum, el 28 de marzo de 2012.

## Lanzamiento
"Battle in Me" fue transmitida por primera vez en la estación radial BBC Radio 6 Music de Steve Lamacq, el 27 de marzo de 2012, y el sencillo apareció de forma descargable en tiendas en línea al día siguiente.

## Lista de canciones
- Sencillo digital[4]

1. "Battle in Me" − 4:16

- Sencillo de 7" para el Reino Unido (edición para Record Store Day)[5][5]

1. "Battle in Me" – 4:16
2. "Blood for Poppies" – 3:40

## Historial de lanzamientos
| Fecha               | Zona        | Discográfica | Formato(s)                           |
| ------------------- | ----------- | ------------ | ------------------------------------ |
| 28 de marzo de 2012 | Reino Unido | STUNVOLUME   | Descarga digital                     |
| 28 de marzo de 2012 | Irlanda     | STUNVOLUME   | Descarga digital                     |
| 21 de abril de 2012 | Europa      | STUNVOLUME   | Vinilo de 7" (Record Store Day 2012) |

## Posicionamiento
| Listas (2012)                                     | Posición más alta                      |
| ------------------------------------------------- | -------------------------------------- |
| UK Physical Singles (The Official Charts Company) | #28 (acreditado a "Blood for Poppies") |